# Joyce Higgins de Ginatta
Joyce Eliana Higgins Fuentes de Ginatta (Pensilvania; Estados Unidos, siglo XX-Guayaquil, 17 de octubre de 2024) fue una empresaria ecuatoriana, la primera mujer en ocupar la presidencia de la Cámara de la Pequeña Industria del Guayas.

## Biografía
Nació en Pensilvania, Estados Unidos, segunda de los cinco hijos del doctor Jorge Alberto Higgins Jaramillo y Fedora Eliana Fuentes Joanette.
Sus hermanos y hermanas: 
- Grace, casada con Frank Dubke Graffunder; [3]
- Bernardo, casado con Lucía Bejarano Orrantia; [3]
- Helen, con Clemente Pino Gómez; y [3]
- James, casado con María Leonor Plaza Aray. [3]

Vivió sus primeros años en Pensilvania, pues su padre obtuvo una beca para especializarse en tisiología en el Hospital de White Haven. Su familia regresó a Ecuador poco antes de que estallara la Segunda Guerra Mundial en 1939. Retornaron a Guayaquil, en donde se establecieron en un apartamento ubicado en la avenida Olmedo y Malecón.
Se casó con el economista Emilio Ginatta Saccone, con quien tuvo tres hijos: Emilio Jorge, Gisella Maritza y Giovanni Ginatta Higgins.

### Trayectoria profesional
Fundó la empresa Ferconsa, dedicada a la comercialización de hierro. Entre 1991 y 2001 presidió la Cámara de Pequeños Industriales de Guayaquil. Luego, entre 2003 y 2007 se desempeñó como Cónsul Honorario de Italia en Guayaquil.
El 27 de julio de 2021 lanzó su libro La dama de la dolarización. Presidió la Federación Interamericana Empresarial y tenía un programa radial llamado "Futuro en Acción".

## Condecoraciones
Recibió reconocimientos como Héroe de la Libertad por parte del Instituto Ecuatoriano de Economía Política (IEEP). El 14 de diciembre de 2018, la Universidad de Especialidades Espíritu Santo le confirió una medalla Doctoral honoris causa "por ser pionera en la propuesta de la dolarización y una constante defensora de los derechos ciudadanos". 